# База топології
База топології — множина {\displaystyle {\mathfrak {B}}} відкритих підмножин X така, що кожна відкрита множина {\displaystyle G\subset X} є об'єднанням деяких елементів {\displaystyle U\subset {\mathfrak {B}}}. Поняття бази — одне з основних в топології. У багатьох питаннях, що стосуються відкритих множин деякого простору, досить обмежитися розглядом елементів його бази. Простір може мати багато баз, найбільшу з яких утворює множина всіх відкритих множин.
База топології однозначно визначає топологію. Тому для визначення деякої топології на просторі Х достатньо визначити деяку базу, а за відкриті множини взяти всі можливі об'єднання елементів бази. Щоб система множин {\displaystyle {\mathfrak {B}}}, була базою якоїсь топології простору Х, необхідно і достатньо, щоб вона задовольняла дві умови:
1. Система  є покриттям простору X.
2. Для будь-яких двох елементів B1, B2 системи {\displaystyle {\mathfrak {B}}} і будь-якої точки x з їхнього перетину знайдеться деякий елемент B3 системи {\displaystyle {\mathfrak {B}}} який містить точку х і є підмножиною перетину B1, B2.

## Приклади
- Якщо X і Y — топологічні простори з базами топологій {\displaystyle {\mathfrak {B}}_{X}} і {\displaystyle {\mathfrak {B}}_{Y}}, тоді топологія на декартовому добутку X×Y задається за допомогою бази

{\displaystyle {\mathfrak {B}}_{X\times Y}=\{U\times V\,:U\in {\mathfrak {B}}_{X},\,V\in {\mathfrak {B}}_{Y}\}}
При цьому топологія на X × Y не залежатиме від того, які бази просторів X і Y використовуються для її завдання. Така топологія називається (стандартною) топологією декартового добутку топологічних просторів.
- Топологія простору дійсних чисел {\displaystyle \mathbb {R} } задається системою всіх інтервалів (а,b), яка складає базу цієї топології. Аналогічно топологія простору {\displaystyle \mathbb {R} ^{n}} задається базою відкритих елементів {\displaystyle (a_{1},b_{1})\times (a_{2},b_{2})\times \dots \times (a_{n},b_{n}),} і ця топологія, очевидно, збігається із стандартною топологією прямого добутку просторів.

- Прикладом множини відкритих множин, що не є базою може бути наприклад множина інтервалів виду (−∞, a) і (a, ∞) де a — деяке дійсне число.

## Пов'язані означення
- Мінімум серед потужностей усіх баз називається вагою топологічного простору X.

- В просторі ваги {\displaystyle \tau } існує усюди щільна множина потужності {\displaystyle \leqslant \tau }.
- Простори із зліченною базою називаються також просторами з другою аксіомою зліченності.

- Локальною базою простору X в точці {\displaystyle x\in X} (базою точки x) називається множина {\displaystyle {\mathfrak {B}}(x)} його відкритих множин, що задовольняє властивість: для будь-якого околу Ox точки x знайдеться елемент {\displaystyle V\in {\mathfrak {B}}(x)} такий, що {\displaystyle x\in V\subset O_{x}}.

- Простори, що мають зліченну локальну базу в кожній точці, називаються просторами з першою аксіомою зліченності.

- Нехай {\displaystyle {\mathfrak {m}},{\mathfrak {n}}} — деякі кардинальні числа. База {\displaystyle {\mathfrak {B}}} простору X називається {\displaystyle {\mathfrak {m}}}-точковою, якщо кожна точка {\displaystyle x\in X} належить не більше ніж {\displaystyle {\mathfrak {m}}} елементам сімейства {\displaystyle {\mathfrak {B}}}. Зокрема, при {\displaystyle {\mathfrak {m}}=1} база називається диз'юнктивною, при скінченному {\displaystyle {\mathfrak {m}}} — точково скінченною, при {\displaystyle {\mathfrak {m}}={\mathcal {X}}_{0}} — точково зліченною.

## Властивості
- Множина {\displaystyle {\mathfrak {B}}} відкритих в X множин є базою тоді і тільки тоді, коли вона є локальною базою кожної точки простору X {\displaystyle x\in X}.

## Варіації і узагальнення
- Існує також двоїсте поняття замкнутої бази. Множина F підмножин топологічного простору називається замкнутою базою, якщо кожна відкрита підмножина може бути подана як перетин деяких елементів F.
- Передбаза — множина Y відкритих підмножин топологічного простору X така, що сукупність всіх множин, що є перетином скінченного числа елементів Y, утворює базу простору X.